# Stenosi polmonare
Per Stenosi polmonare si intende un restringimento dell'anulus polmonare, nelle persone adulte si è riscontrato che comprende più del 10% della cardiopatie congenite. Può essere valvolare, sopravalvolare o sottovalvolare, ma nella prima ipotesi rientrano la quasi totalità dei casi riscontrati.

## Sintomatologia
I sintomi, come in tutti i vari tipi di stenosi, riflettono la gravità dello stesso, sono da osservare la funzione del ventricolo destro e la competenza della valvola tricuspide. Se la stenosi si osservano astenia, dispnea da sforzo, sincope da sforzo, dolore retrosternale.

### Toni cardiaci
Con patologia di livello medio-grave l'itto del ventricolo può essere percepito a livello del margine sternale sinistro, con possibilità di un piccolo tremore dove si trova il 2º spazio, si vedrà che il T1 è normale mentre il T2 è notevolmente sdoppiato. Il soffio rude, che può essere anticipato da un click di eiezione, va in crescendo e decrescendo e può essere percepito sul margine sinistro sternale.

## Esami
- ECG: da essa si noterà una deviazione assiale destra, ed un'ipertrofia del ventricolo destro.
- Radiografia del torace: a prima vista risulta normale, quindi una volta ingrandita si osserverà una disfunzione del ventricolo destro, dilatazione poststenotica del tronco arterioso polmonare, insufficienza tricuspidale  e infine una diminuzione dei segni di vascolarizzazione polmonare

## Terapie
Se la stenosi polmonare è asintomatica si ricorre alla normale profilassi antibiotica dell'endocardite infettiva, se invece è un caso più grave si rende necessaria la valvuloplastica percutanea  con pallone o la sostituzione valvolare con valvola biologica o meccanica.